# Kullen

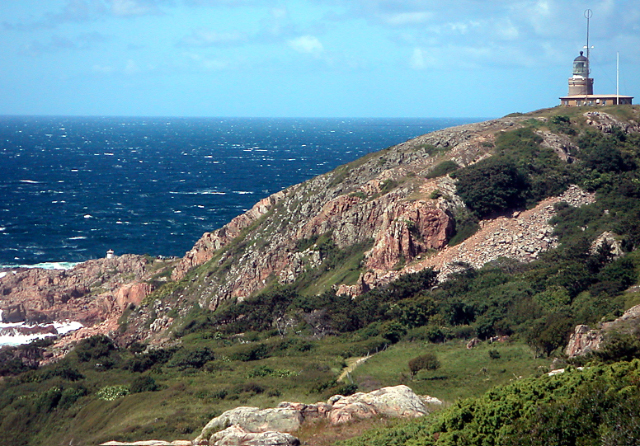
Kullaberg mit Leuchtturm

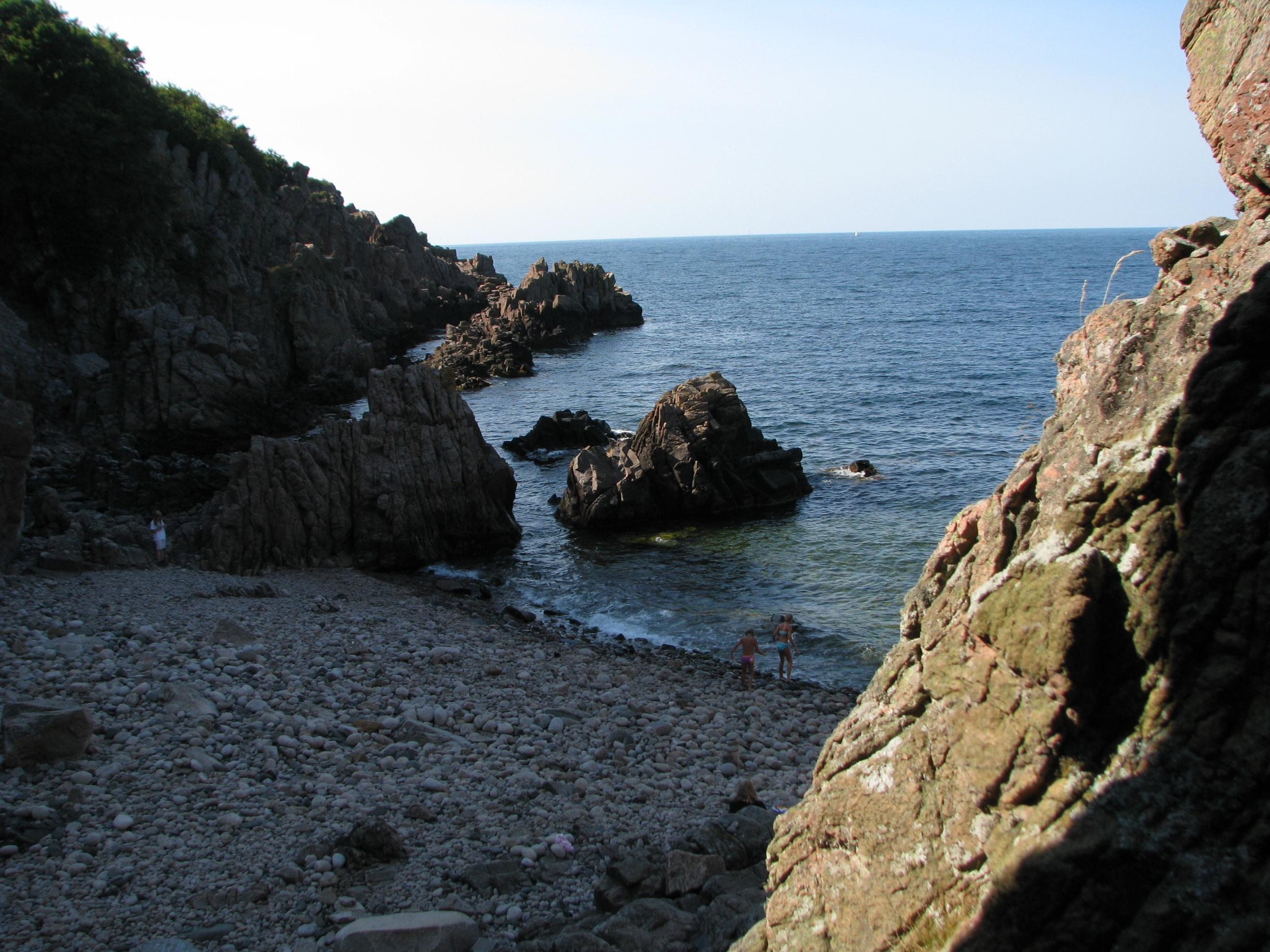
Felsburgen und Kiesstrand am Kullaberg

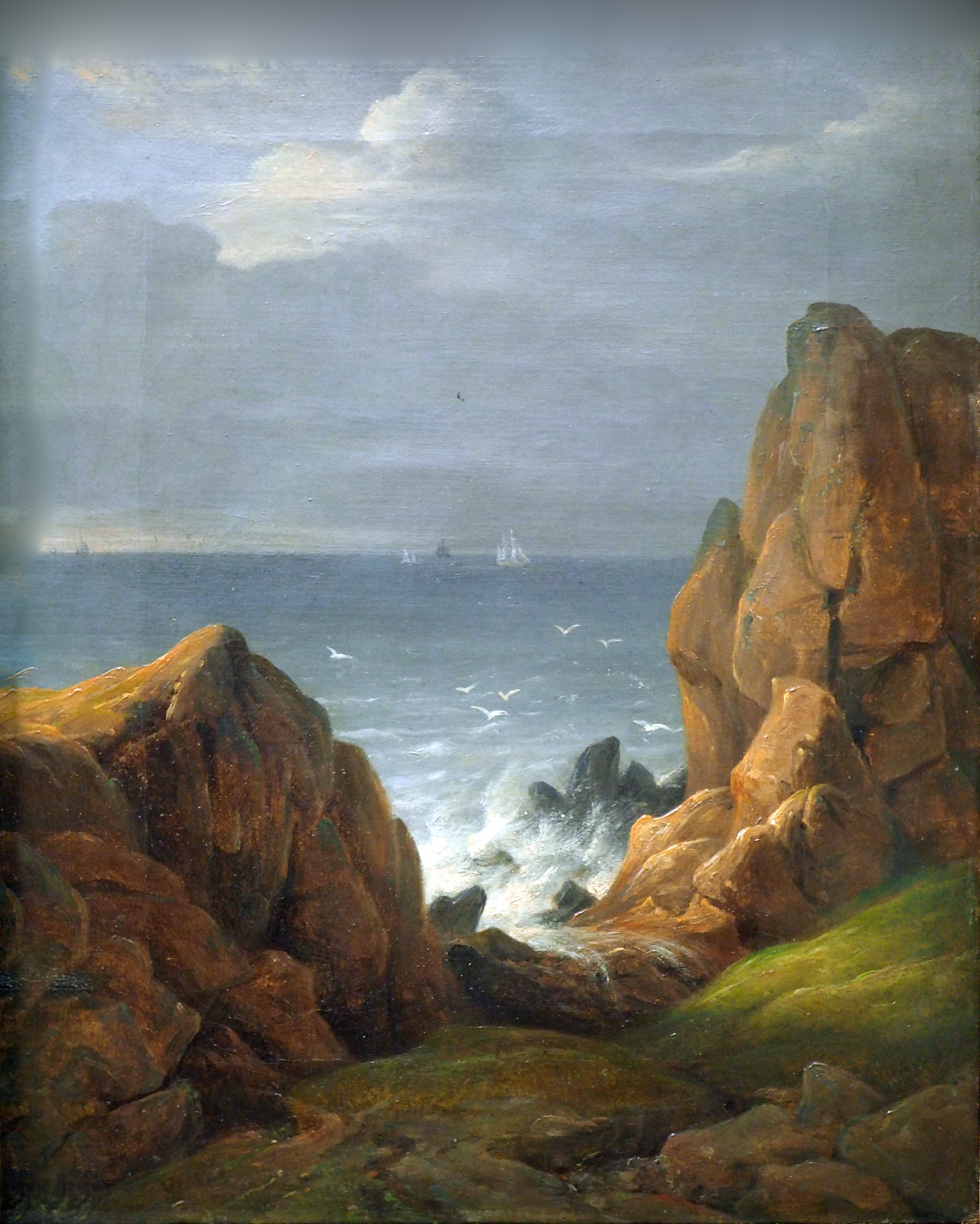
Küste bei Kullen (1827) von Johann Ludwig Lund

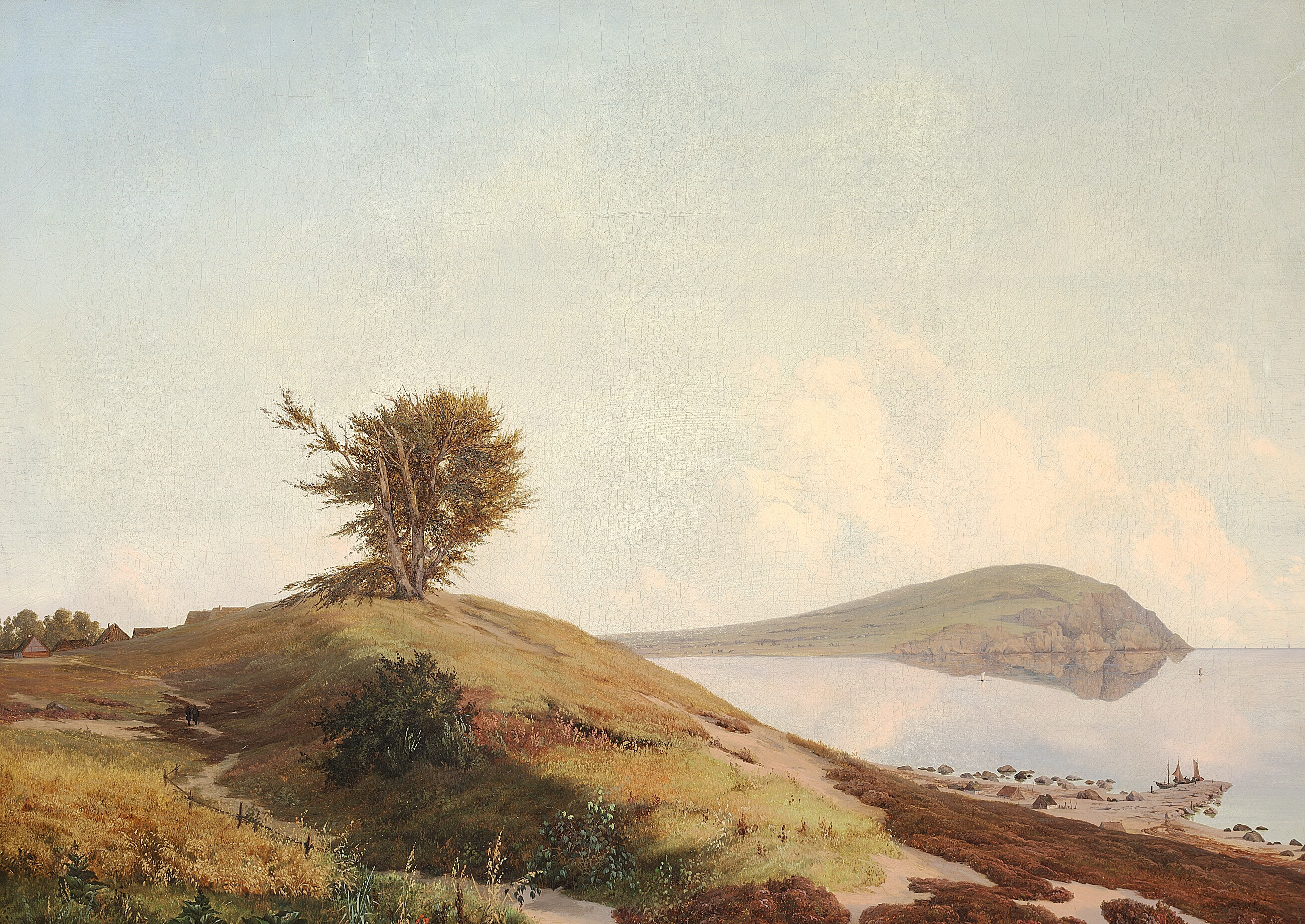
Louis Gurlitt: Abendstimmung bei Kullen, 1834

Kullen (Kullaberg) ist der Name einer felsigen Halbinsel zwischen Arild und dem Leuchtturm Kullen und der dazugehörigen Umgebung (Kullabygd) im nordwestlichen Schonen (Schweden) an der Küste des Öresunds.

## Geografie und Geologie
Der von einer schroffen Felsformation gebildete Kullen ist ein bis anderthalb Kilometer breit und hat eine Länge von 16 km; die Landzunge reicht von der Bucht Rekarekroken im Skälderviken bis ins Kattegat. Im östlichen Teil ist er etwa 100 m hoch. Die Felsen werden von Gneis, Diabas, Granatamphibolith, Kambrischem Sandstein und Pegmatit gebildet und dem Grundgestein zugerechnet. Sie brechen zum Teil senkrecht ins Meer ab. Durch den Wellenschlag sind Felsburgen, Kliffs und Grotten entstanden. Beispiele für Grotten sind die Silbergrotte im Südwesten und die Valdemarsgrotte im Norden des Kullen.

## Vegetation
Die Vegetation des Kullabergs wird von Silikat-Felsfluren, Felsgebüschen, Heide, sowie zum Teil alten Rotbuchen- und Bergulmen-Schlucht- und Felswäldern gebildet. Die Rotbuche erreicht an vielen Stellen am Kullen die natürliche Waldgrenze und geht auf den Felskuppen in knorrige Buchengebüsche über. In Senken auf der Hochfläche des Kullabergs haben sich Waldweiher gebildet. Der größte ist Möllemosse nordöstlich von Mölle. Die im Brandungsbereich gelegene Felsküste wird von verschiedenen Meeresalgen (Tangen) besiedelt.

## Tierwelt
Im Meer um den Kullen kann man regelmäßig  Gewöhnliche Schweinswale beobachten. An den Felsklippen im Norden brüten Seevögel.

## Tourismus
Der Kullen wurde zunächst auf Grund seiner besonderen Pflanzenwelt von Botanikern aufgesucht, der bekannteste war Carl von Linné. Die Anfänge des Tourismus am Kullaberg reichen bis ins Jahr 1860 zurück und gehen mit der Entwicklung des südlich an den Höhenrücken grenzenden Hafenortes Mölle zur Sommerfrische für Touristen einher. Hauptanziehungspunkte für die heute jährlich etwa 500.000 Besucher sind die seit 1965 als Naturreservat und seit 1986 in einer Breite von 300 Metern als Meeresschutzgebiet geschützte Natur des Kullabergs und der Leuchtturm Kullen. Einige der Buchten im Norden eignen sich auch zum Baden. Im Westen der Halbinsel fügt sich ein Golfplatz parkartig in die Landschaft ein. Ausgangspunkt für Naturführungen ist das Informationszentrum „Naturum“ am Leuchtturm Kullen. Vom „Paradieshafen“, nördlich des Leuchtturms, werden Bootstouren zum Beobachten von Schweinswalen angeboten.

## Trivia
- Ein literarisches Denkmal wurde dem Kullaberg durch Selma Lagerlöf gesetzt. Im 5. Kapitel seiner Reise mit den Wildgänsen erlebt Nils Holgersson das alljährliche Treffen aller Tiere auf dem Kullaberg zu friedlichen Spielen und Tänzen.[1]
- In der 9. Folge der Anime-Serie Nils Holgersson ist der Kullaberg Hauptort der Handlung.[2]